# Gold Point (Nevada)
Gold Point es un área no incorporada ubicada en el condado de Esmeralda en el estado estadounidense de Nevada.

## Geografía
Gold Point se encuentra ubicado en las coordenadas 37°21′17″N 117°21′54″O / 37.35472, -117.36500.